# Бухагеб, Салем
Салем Бухагеб (; 1824 или 1827, Бембла — 14 июля 1924, Ла-Марса) — тунисский реформатор, юрист и поэт. Он считался одним из ведущих тунисских реформаторов своей эпохи; среди его многочисленных учеников были Бешир Сфар, Абдельазиз Таалби, Баш-Хамба Али, Мохамед Нахли, Махмуд Мессади, Мохамед Снусси и Мохамед Тахар Бен Ахур. Его сын Хелиль Бухагеб некоторое время был премьер-министром Туниса; другой сын, Хассин Бухагеб, был врачом.